# Kostel svatého Jiljí (Dolní Dvořiště)
Kostel svatého Jiljí je gotický kostel v Dolním Dvořišti v okrese Český Krumlov zasvěcený svatému Jiljí. Patří k nevýznamnějším stavbám rodu Rožmberků pozdní gotiky v jižních Čechách. Byl stavěn zhruba od roku 1480 a vysvěcen v roce 1507. Od své výstavby prošel jen relativně malými stavebními úpravami a od roku 1963 je chráněn jako kulturní památka.
Dvořišťský kostel může především díky svému umístění v krajině působit v podstatě dvojím dojmem: jako stavba obranná nebo jako stavba poutní. Kostel sv. Jiljí byl postaven na nejvyšším místě okolí, což můžeme považovat za obranný i symbolický prvek. Opevňovacím prvkem mohla být i zvýšená ohradní zeď hřbitova, která se kolem kostela nacházela. Dominantní poloha kostela na vyvýšeném místě, kdy je velmi dobře viditelný ze všech příjezdových cest, rovněž napovídá jeho poutní funkci.

## Historie
První doložené podklady o existenci kostela sv. Jiljí v Dolním Dvořišti se vážou k roku 1279. Kostel byl patrně postaven zároveň se vznikem vsi, kterou vlastnil šlechtický rod Rožmberků. Okolo roku 1400 začala přestavba kostela v rozsáhlý chrám na popud Petra IV. z Rožmberka. Tento krok vypovídal o ambicích Petra IV. z Rožmberka na přetvoření malého městečka ve velké významné centrum. Tyto ambice však překazily husitské války a hlavní část výstavby nynějšího kostela proto probíhala až od roku 1480. 

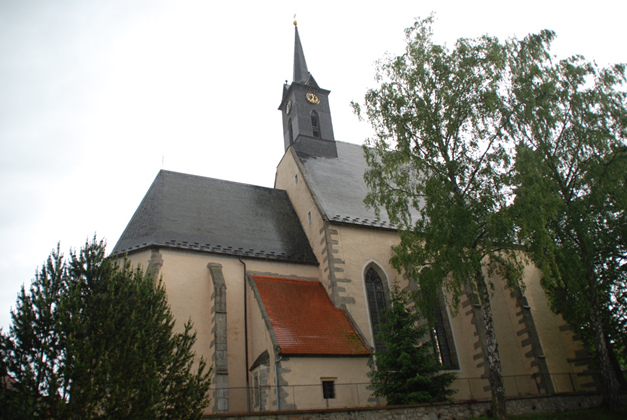
Fotografie druhé strany kostela

### První fáze stavby
Rožmberkové získali na stavbu kostela odpustkové privilegium, které mělo zajistit dostatek financí. Jako první byla postavena sakristie s kostnicí v suterénu. Současně se budovalo obvodové zdivo kněžiště. V roce 1488 doplňoval kněžiště kamenný svatostánek a kněžiště bylo zaklenuto hvězdovou síťovou klenbou. V roce 1492 byla vyrobena a osazena kovaná mřížka svatostánku. V další etapě výstavby došlo pravděpodobně k založení trojlodí, do kterého se vstupovalo dvěma sedlovými portály s lomeným tympanonem v nadpraží. Do roku 1500 se trojlodí stavělo podle původního plánu, byly vystavěny klenební výběhy v obvodovém zdivu a byla vytvořena arkáda kruchty. Trojlodí kostela mělo být podle všeho zaklenuto stejně jako kněžiště.

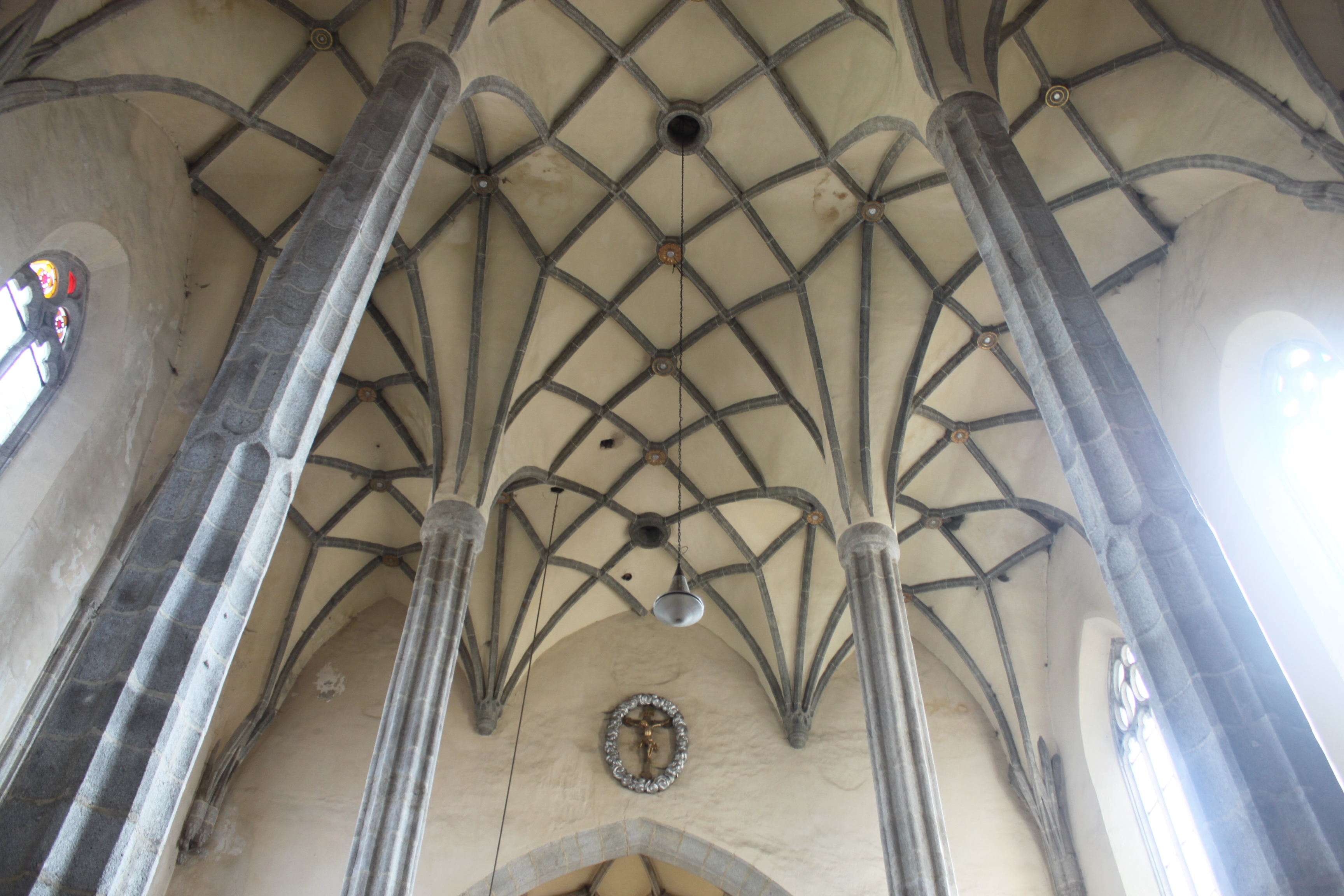
Zalomené výběhy na původně plánovanou nižší klenbu trojlodí (po stranách)

### Změna projektu
Na začátku 16. století ale došlo těsně před dokončením trojlodí z neznámých důvodů k radikální změně projektu. Obvodové zdi trojlodí byly výrazně zvýšeny. Klenební přípory už ale byly pevně usazeny a na řadě míst proto musela být vybíhající žebra klenby zalomena, aby se dosáhlo vyššího zaklenutí. Některá žebra vybíhají "do slepa" a přípory v podkruchtí byly vyměněny za jednodušší typ. V roce 1507 byl kostel vysvěcen, a tudíž ve své základní fázi dokončen. Některé prvky, jako například podoba omítkových paspart oken s vyvinutějším typem kružeb a nebo tvar erbů s proděravěnými okraji nad okny a na průčelí jižní předsíně, dokazují, že některé práce probíhaly na exteriéru kostela ještě v polovině 16. století.

### 19. a 20. století
Dlouhá staletí se na kostele žádné významné přestavby neudály. První rekonstrukce jsou zaznamenány až v roce 1838 a 1891. Během rekonstrukce v roce 1891 byly odstraněny omítky a barokní mobiliář byl nahrazen novogotickým.
Po roce 1945 zasáhl do chodu kostela nucené vysídlení občanů německé národnosti, příchod nových obyvatel a vybudování pohraničního pásma kolem železné opony. Kostel byl od té doby jen málo využíván a začal postupně chátrat. V současné době probíhají na kostele pouze nejnutnější úpravy a je přístupný jen velmi ojediněle.

### Program záchrany architektonického dědictví
V rámci Programu záchrany architektonického dědictví bylo v letech 1995-2014 na opravu památky čerpáno 5 350 000 Kč.
| rok    | 2003 | 2004 | 2005 | 2006 | 2007 | 2008 | 2009 | 2010 | 2011 | 2012 | 2013 | 2014 |
| ------ | ---- | ---- | ---- | ---- | ---- | ---- | ---- | ---- | ---- | ---- | ---- | ---- |
| částka | 500  | 500  | 500  | 400  | 400  | 300  | 500  | 500  | 630  | 420  | 400  | 300  |

## Architektura
Kostel sv. Jiljí je orientován klasickým způsobem na východ. Výrazná štíhlá vertikalita stavby má původ v české tradici doby předhusitské. Dolnodvořišťský kostel má mnoho společných prvků s kostelem sv. Jakuba v Prachaticích. Z tohoto kostela přejímá klenební vzorce a tvary příporových hlavic. Tyto znaky vypovídají o tom, že tyto stavby mohly být dílem stejného architekta.

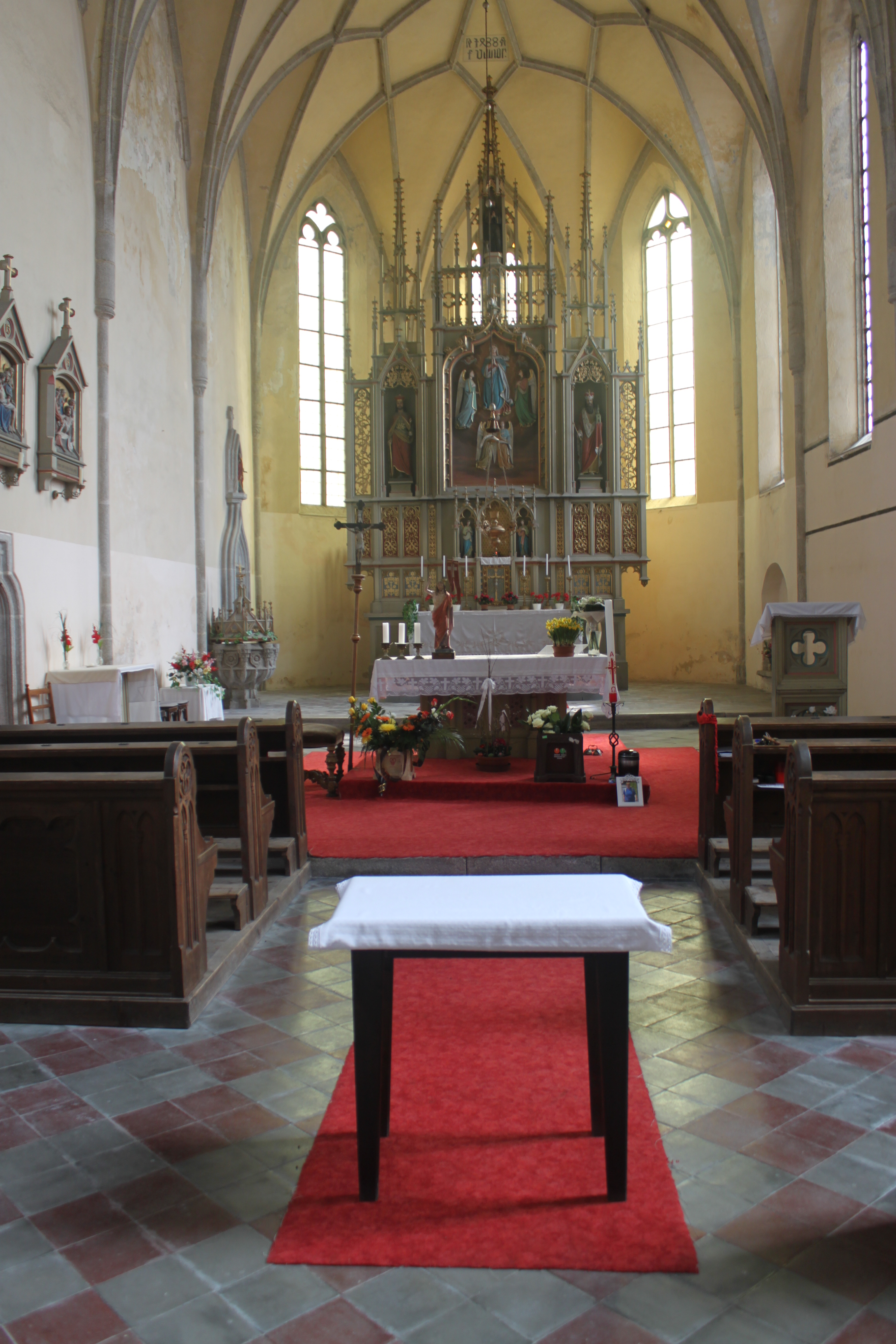
Pohled do kněžiště s křtitelnicí a kamenným svatostánkem nalevo

### Kněžiště
Kněžiště je zaklenuté dvěma klenebními poli síťové klenby se vzorem čtyřcípých hvězd a je zakončeno pěti stranami osmiúhelníku. Jeho nároží jsou z vnějšku zpevněná opěráky s pultovými stříškami a mají reliéfně ozdobené štítky. Na severní stěně kněžiště se nachází svatostánek, který má jemně profilované ostění ve tvaru oslího oblouku. Na téže stěně se také nachází sedlový portál s ostěním profilovaným hruškovcem a výžlabky vedoucí do sakristie. Sakristie má půdorys čtverce a na její východní straně se nalézá kamenný arkýř, který ukrývá oltářní niku osvětlenou okénkem. Pod sakristií se nachází kostnice. Na jižní stěně se nachází sedile, které je zakončeno členitým obloukem.

### Klenba trojlodí
Trojlodí se skládá ze třech téměř stejně širokých lodí, které jsou od sebe odděleny dvěma řadami štíhlých výrazně vyžlabených pilířů. Trojlodí kostela je zaklenuto bohatou sítí, která se liší v lodi hlavní a v lodích bočních. Přechod mezi jednotlivými klenbami lodí je však téměř plynulý, protože zde chybí profilace arkád.[ujasnit] Tento prvek můžeme najít i u síní z doby lucemburské. Východní dvojice pilířů (nejblíže ke kněžišti) má tělo členěné nejhlubšími výžlabky, střední pár pilířů je členěný mělčími výžlabky a dva západní pilíře, které prochází kruchtou, jsou osmiboký a zcela bez výžlabků. Na vrcholu všech pilířů jsou posazeny nečleněné válcové články a nad nimi vybíhají z jednotlivá žebra. 

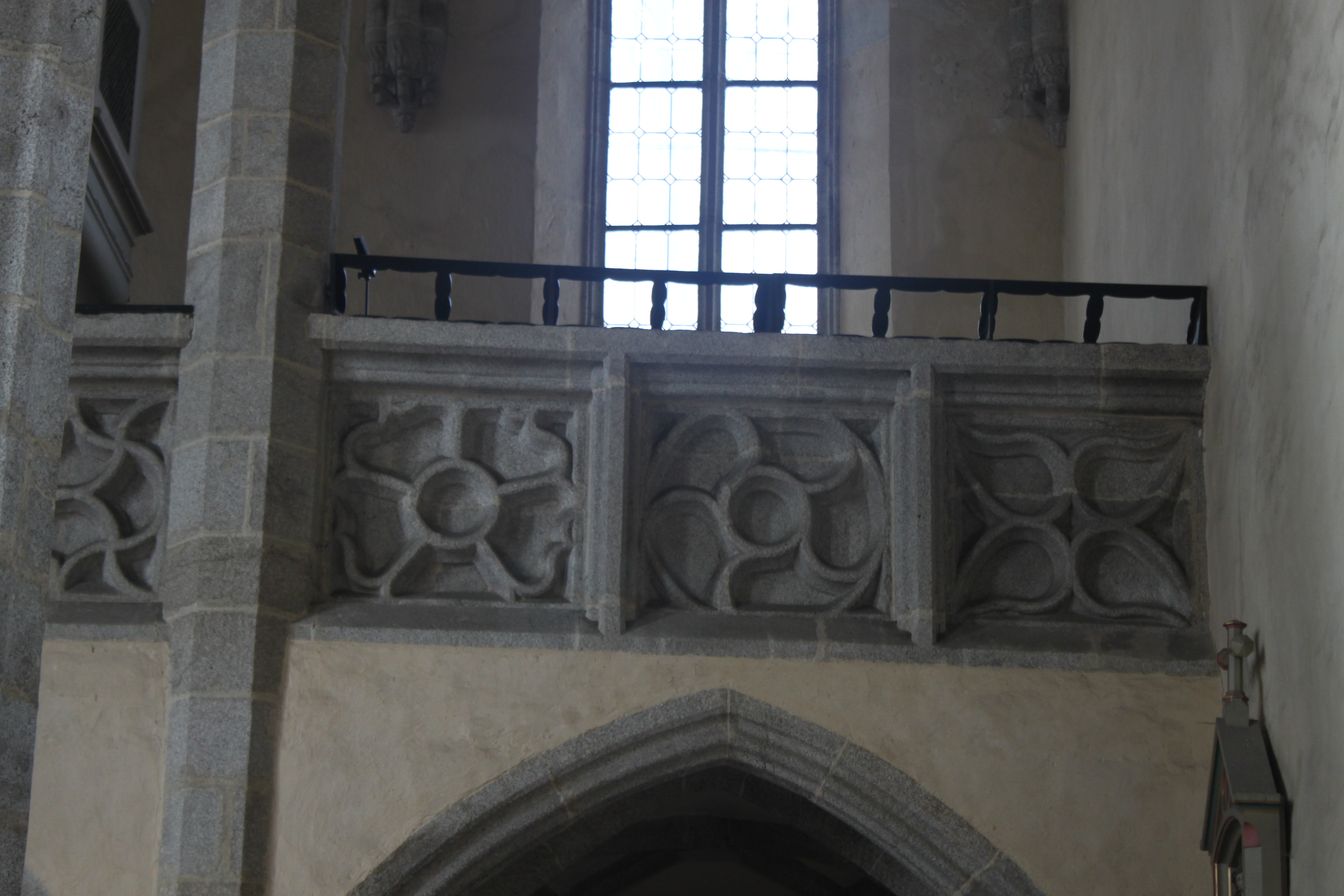
Kruchta se slepými kružbami na poprsnici

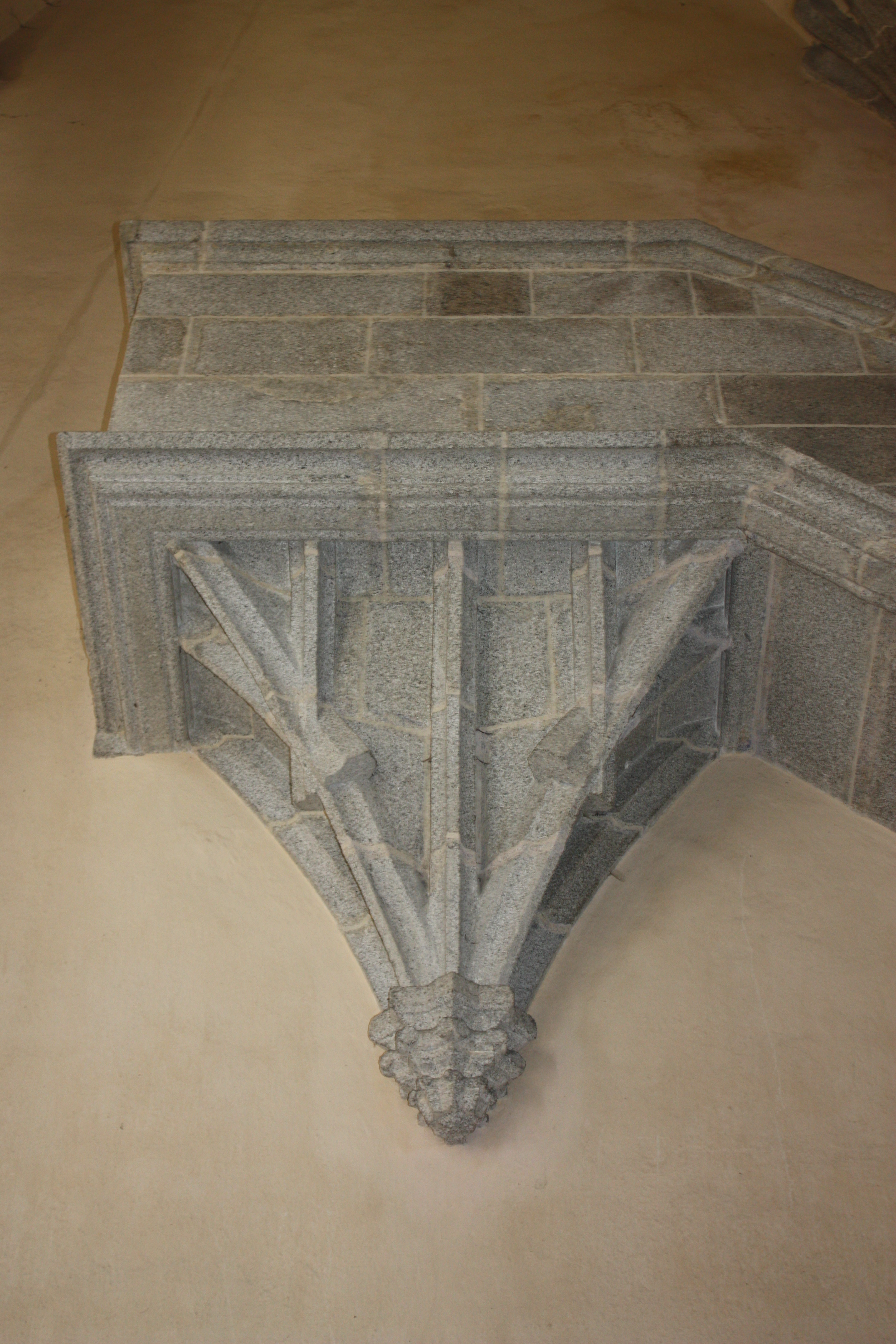
Vstup do depozitáře nad jižní síní přístupný z kruchty

### Kruchta a depozitář
V západní části trojlodí se nachází vstupní portál s lomeným tympanonem, který je poměrně malý a má mělce profilované ostění. Na jeho vrcholu se nachází reliéf pětilisté růže, která je znakem rodu Rožmberků - stavebníků kostela. V západní části lodi se také po celé šířce trojlodí nachází kruchta s poprsnicí, která je zdobená kamennými kružbami, typickými pro rožmberskou architekturu. I zde lze nalézt motiv velké pětilisté růže. Kruchta je také podklenuta síťovou klenbou. Z kruchty vede schodiště k depozitáři. Pozdně gotický depozitář má sedlový profilovaný malý portál. Na jižním průčelí depozitáře lze vidět dva erbovní štítky z období renesance. Na těchto štítcích byl při posledních opravách obnoven rožmbersko-ursinovský erb a znak lilie odkazující na duchovní správce kostela – cisterciácký klášter ve Vyšším Brodě. Boční okénka depozitáře mají záklenek, který je vytvarovaný do záclonového oblouku. Okénka po obvodu navíc doplňuje tvarovaná pasparta se stáčenými konci na horních okrajích. Pod kruchtou se nachází sedlový portálek vedoucí na šnekové schodiště, které umožňuje vstup na kruchtu dalším sedlovým portálkem s nadpražím zdobeným záclonovým obloukem a dále pak na půdu trojlodí.

### Jižní předsíň
Jižní předsíň je také zaklenuta síťovou klenbou. Do trojlodí vede sedlový portál s tympanonem ozdobeným slepou kružbou a na vrcholu štítkem opět s reliéfem pětilisté růže. Patky prutů jsou šroubovitě kanelovány. Původně se předsíň pomocí lomené arkády otevírala volně ven, avšak při novogotické úpravě kostela sem byla vložena dřevěná příčka, která interiér uzavřela.

### Kružby oken
Mezi opěráky se nachází štíhlá gotická dvoudílná okna s lomeným obloukem, profilovaným ostěním a původními jednoduchými kamennými kružbami. Okna mají po obvodu omítkové rámy a nad záklenky vystupují štukové znakové štítky. Štítek nad záklenkem okna na severovýchodě má tvar pětilisté růže a nad záklenky dvou jižních oken můžeme vidět štukové raně renesanční vykrajované znakové štítky. Okna trojlodí mají kružby vyplněné tzv. jeptiškami s půlkruhově ukončeným vrcholem, které mají na severní a západní straně vzor čtyřlístku a plaménku. Okna, která se nachází na jižní straně blíže kněžišti mají kružby složené z rotujících a prolínajících se plaménků a vrchol okna na jihozápadním nároží je vyplněn třemi kroužky. 

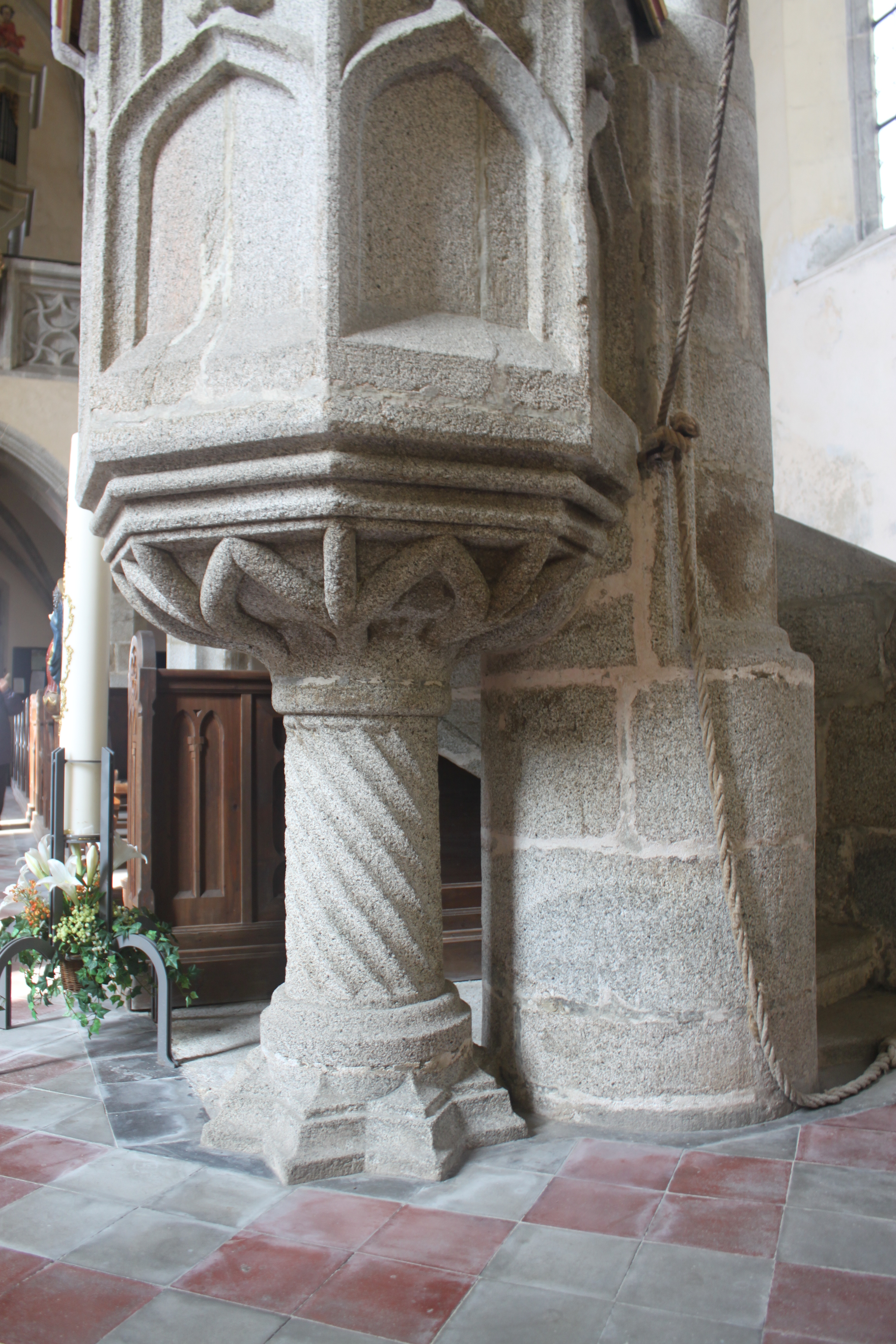
Kazatelna na šroubovité noze

### Další kamenné prvky a zařízení
V kostele můžeme najít mnoho kvalitně zpracovaných kamenických prvků. Na svornících v kněžišti i hlavní lodi se nachází znak rožmberské gotické architektury – pětilistá rožmberská růže. Tento prvek se v kostele mnohokrát opakuje. Můžeme ho najít například jako reliéf na poprsnici, nebo malbu na jižním průčelí kostela. Zde je přímo namalovaný erb rodu Rožmberků. Některé svorníky jsou ozdobeny pouze dvojicí kroužků.
Kostel je vybaven polygonální kazatelnou na šroubovité točené noze, kamennou křtitelnicí, kterou bohatě zdobí štítky se znaky pětilisté růže a žulovou pokladničkou s točeným dříkem. V sakristii se nachází skříň na paramenta z druhé poloviny 17. století. 

### Náhrobní desky a sluneční hodiny
Na pozemku kolem kostela se rozkládá bývalý hřbitov. Doložení hřbitova pozorujeme na vnějších stěnách kostela, kde zůstaly pozůstatky náhrobních desek. Náhrobní desky se vyskytují na fasádě ze všech stran. Nad tímto portálem se nachází erb rožmberského rodu a středověké sluneční hodiny, které jsou však z velké části zakryté náhrobní deskou. Na západním průčelí vystupuje polygonální schodišťová věžice s kuželovou střechou, která je při základě zdobená motivem cimbuří.

## Varhany
Na webové stránce farnosti jsou varhany popsány takto: Varhany jsou z roku 1765 (dílo freistadtského varhanáře Lorenze F. Richtera) a mají 12 rejstříků a 2 manuály. Traktura je mechanická. V zábradlí je třírejtříkový pozitiv.